# Fremmedkapital
Fremmedkapital er den regnskabsmæssige klassificering af den del af virksomhedens finansiering, der ikke ydes af virksomhedens ejere. Eksempler på fremmedkapital er realkreditlån, banklån, leverandørkreditter og indlån. Fremmedkapitalen er oftest opdelt i kort- og langfristet gæld. Efter normal regnskabspraksis kategoriseres gæld som kort- eller langfristet alt afhængigt af, om gælden skal betales mindre eller mere end et år efter balancedatoen.